# Mimudea internexalis
Mimudea internexalis là một loài bướm đêm trong họ Crambidae.